# Дочь гор Рейхан (песня)
Дочь гор Рейхан (азерб. Dağlar qızı Reyhan) — азербайджанская народная песня.  

## История
Во время геноцида в марте 1918 года армянские дашнаки напали на азербайджанскую свадьбу и убили жениха. Невесте Рейхан, родом из Падара (Хачмаза), удается сбежать и спрятаться. Позже Рейхан удалилась в горы, собрала отряд и разбила армян в месте под названием «Гелингая» в Губе. В 1928 году Рейхан была арестована, но спаслась, когда большевики повели её на расстрел. 
В 1959 году Фикрет Амиров сочинил музыку к поэме «Дочь гор Рейхан». Согласно одной из версий, слова песни принадлежат поэту Таляту Эюбову. В 1960 году песню впервые исполнил народный артист СССР Рашид Бейбутов, но самое знаменитое исполнение принадлежит народной артистке Зейнаб Ханларовой.
В бакинском метро на станции Иншаатчылар звучит фрагмент песни «Дочь гор Рейхан».

### Примеры исполнения
- «Дочь гор Рейхан в исполнении» Рашида Бейбутова (YouTube)
- «Дочь гор Рейхан в исполнении» Зейнаб Ханларовой (YouTube)